# Herve
Herve (valonă Heve sau Héf' ) este un oraș francofon din regiunea Valonia din Belgia. Comuna este formată din localitățile Herve, Battice, Bolland, Bruyères, Chaineux, Charneux, Grand-Rechain, José, Julémont, Manaihant și  Xhendelesse. Suprafața totală este de 56,84 km². La 1 ianuarie 2008 comuna avea o populație totală de 16.755 locuitori. 

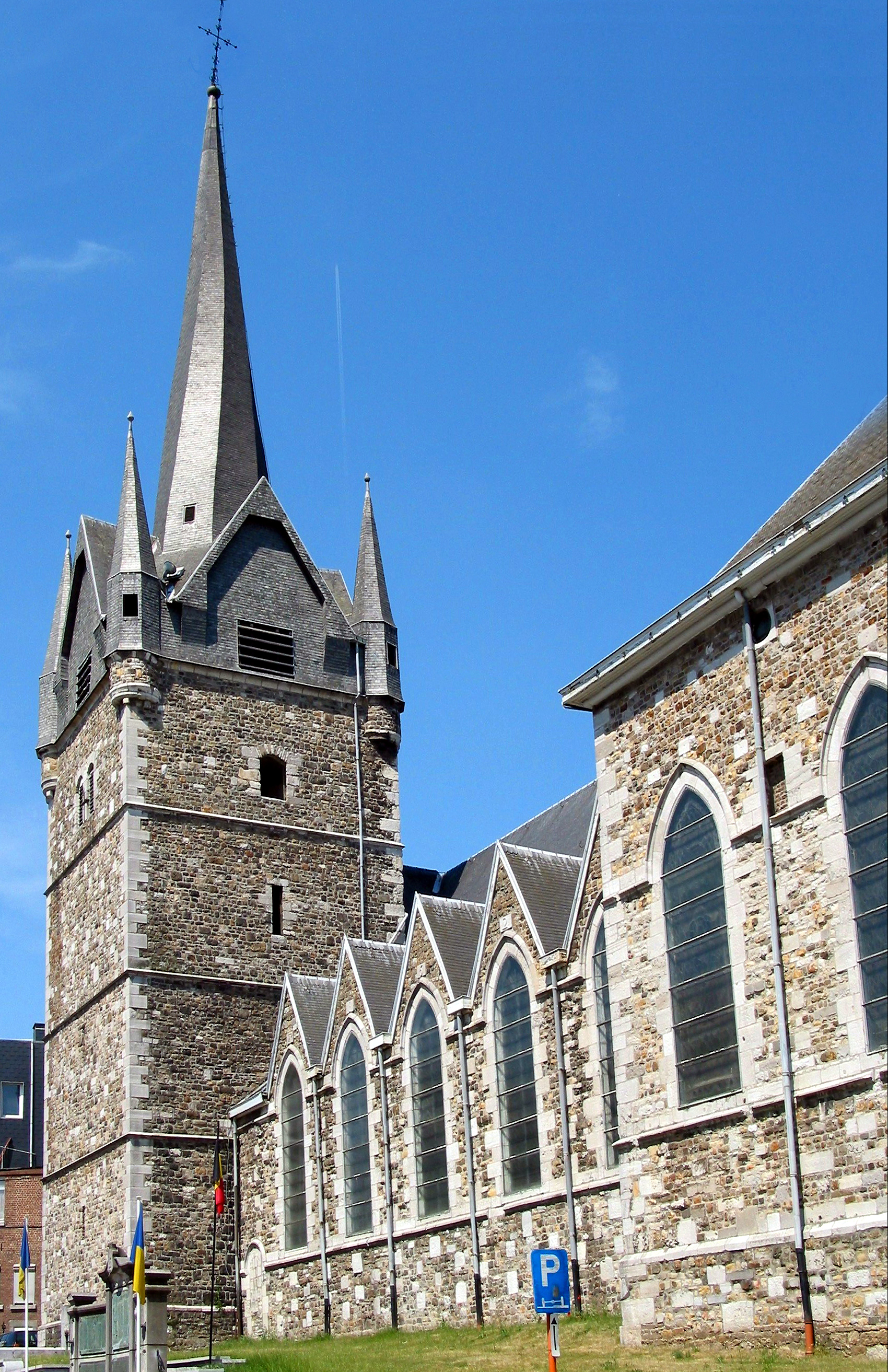
Biserică, Herve.